# Vickers Type 131 Valiant
El Vickers Type 131 Valiant fue un biplano británico de propósitos generales producido por Vickers en 1927, con la intención de reemplazar al Airco DH.9A de la Real Fuerza Aérea, pero no tuvo éxito, y sólo se construyó un único ejemplar, que se vendió a Chile.

## Diseño y desarrollo

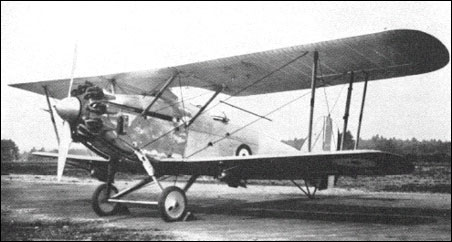
Vista de un cuarto frontal.

En 1926, basándose en la experiencia con el biplano Vixen de alas de madera, donde las mismas demostraron ser vulnerables a extremos de temperatura y humedad, se diseñó un conjunto de alas metálicas para el Vixen, con las que se convirtió en el Vickers Vivid, y, en paralelo, se diseñó un biplano de propósitos generales totalmente metálico, el Vickers Type 131, con la esperanza de reemplazar al DH.9A en esa función. En 1927, el Ministerio del Aire británico emitió la Especificación 26/27 por un reemplazo del DH.9A que, para ahorrar dinero, tenía que utilizar tantos componentes del DH.9A como fuera posible, porque la RAF tenía grandes existencias de repuestos del mismo. Vickers presentó el diseño del Type 131 al Ministerio pero, como no utilizaba los componentes de DH.9A requeridos, no recibió un contrato para un prototipo. Sin embargo, Vickers decidió construir un único prototipo como iniciativa privada para evaluarlo en relación con las especificaciones.
El Vickers 131 Valiant era un biplano de un solo vano y construcción totalmente metálica, que compartía gran parte de la estructura con el Vivid. Estaba propulsado por un motor Bristol Jupiter de 367 kW (492 hp) y los dos tripulantes se sentaba en cabinas separadas pero adyacentes, lo que proporcionaba una buena comunicación entre el piloto y el observador. Podía transportar hasta 230 kg de bombas bajo el ala, con una ametralladora Vickers fija para el piloto y una Lewis en un anillo Scarff para el observador.
El prototipo realizó su primer vuelo el 5 de marzo de 1927, y fue sometido a una evaluación oficial frente a los diseños de Bristol (el Beaver), Fairey (el Fairey Ferret y el IIIF), Gloster (el Goral) y Westland (el Wapiti). Sus pruebas iniciales demostraron que poseía un buen manejo, y fue llevado a realizar pruebas de escuadrón, junto con el Ferret, el IIIF y el Wapiti. Tras estas pruebas, el Wapiti fue elegido como ganador, siendo el Valiant, que era un 30 % más caro que el primero, rechazado por ser una plataforma de bombardeo pobre, al no ser lo suficientemente estable.

## Historia operacional
El Valiant fue enviado a Chile en 1928 para realizar demostraciones a la Fuerza Aérea Chilena, que quería un reemplazo para sus Vixen. Aunque no hubo ninguna producción, Chile compró el prototipo, que entró en servicio en la Escuela de Aviación, resultando destruido en un accidente el 29 de marzo de 1929.

## Operadores
Chile
- Fuerza Aérea de Chile

## Especificaciones (Type 131 Valiant)
Referencia datos: Limited Editions Part 7:Vickers Valiant biplane 

### Características generales
- Tripulación: Dos (piloto y observador/artillero)
- Longitud: 10,2 m (33,5 ft)
- Envergadura: 13,8 m (45,4 ft)
- Altura: 3,5 m (11,6 ft) (cola abajo)
- Superficie alar: 55,5 m² (597,4 ft²)
- Peso vacío: 1383 kg (3048,1 lb)
- Peso cargado: 2050 kg (4518,2 lb)
- Planta motriz: 1× motor radial de 9 cilindros refrigerado por aire Bristol Jupiter VI.
  - Potencia: 367 kW (506 HP; 499 CV)
- Hélices: Vickers bipala de madera de paso fijo
- Diámetro de la hélice: 2,90 m

### Rendimiento
- Velocidad máxima operativa (Vno): 210 km/h (130 MPH; 113 kt) a nivel del mar
- Techo de vuelo: 5990 m (19 652 ft)
- Régimen de ascenso: 4,8 m/s (945 ft/min)

### Armamento
- Ametralladoras: 

  - 2 de 7,7 mm
- Bombas: 227 kg

## Aeronaves relacionadas

### Desarrollos relacionados
- Vickers Vixen
- Vickers Vivid

### Secuencias de designación
- Secuencia Numérica (interna de Vickers): ← 128 - 129 - 130 - 131 - 132 - 133 - 134 -- 143 - 145 - 146 - 147 - 148 - 149 - 150 →